# Лупско
Лупско (пољ. Lubsko) је град у Пољској у Војводству Лубушком у Повјату żarski. Према попису становништва из 2011. у граду је живело 14.774 становника.

## Становништво
Према прелиминарним подацима са пописа, у граду је 2011. живело 14.774 становника.
| 2002.  | 2011.  | 2012.  |
| ------ | ------ | ------ |
| 15.138 | 14.774 | 14.646 |

## Партнерски градови
- Флото
- Форст
- Броди
- Żary County
- Masny
- Helsinge
- Павлоград